# 南北戦争における名誉勲章受章者の一覧
名誉勲章は、南北戦争において初めて授与された。大統領エイブラハム・リンカーンは、1861年12月21日に海軍の勲章に関する規定を盛り込んだ法案に署名し、勲章は南北戦争で勇敢さと素質により目覚ましい功績を立てた下士官、上等水兵、新兵、海兵隊員に授与されるべきであるとされた。陸軍を含めた法律は1862年7月12日に署名されて成立した。
名誉勲章はアメリカ軍における最上位の勲章であるが、南北戦争下では唯一のものであり、しばしば現代における厳しい基準を満たさずに授与された。例えば、陸軍長官エドウィン・スタントンは、要請に応じて兵務期間を延長した第27メイン歩兵連隊の全員に名誉勲章の授与を約束し、311人が授与されたが、正式な一覧表が存在しなかったため、旧陸軍省は部隊全員の864人に授与した。しかし、1916年に退役将軍5人からなる委員会が陸軍の勲章について再検討し、これら864個および他のものを取り消すように勧告した。
これまで授与された3464個のうち、1522個が南北戦争において授与された。最初の名誉勲章はアンドリュース攻撃の参加者の多くに授与されたが（一部は死後追贈）、アンドリュース自身は民間人のため授与されなかった。外科医として従軍したメアリー・エドワーズ・ウォーカーは女性で唯一の受章者である（のちに取り消されたものの、回復されている）。少なくとも32人のアフリカ系アメリカ人に授与されている。南北戦争における名誉勲章は終戦から数十年が経ってから授与されるのが一般的であり、アンドリュー・ジャクソン・スミスは2001年に授与され、アロンゾ・クーシングは2014年に授与された。

## 受章者
アルファベット順
- 南北戦争における名誉勲章受章者の一覧 (A-F)（英語版）
- 南北戦争における名誉勲章受章者の一覧 (G-L)（英語版）
- 南北戦争における名誉勲章受章者の一覧 (M-P)（英語版）
- 南北戦争における名誉勲章受章者の一覧 (Q-S)（英語版）
- 南北戦争における名誉勲章受章者の一覧 (T-Z)（英語版）

戦闘・作戦別
- シーダークリークの戦いにおける名誉勲章受章者の一覧（英語版）
- ゲティスバーグ方面作戦における名誉勲章受章者の一覧（英語版）
- 荒野の戦いにおける名誉勲章受章者の一覧（英語版）
- オペクォンの戦いにおける名誉勲章受章者の一覧（英語版）
- 第二次フィッシャー砦の戦いにおける名誉勲章受章者の一覧（英語版）